# Ehsan Jami
Ehsan Jami (Irán, Meshed, 1985. április 20. –) iráni származású holland politikus.

## Élete, közéleti fellépése
Meshedban, Irán északkeleti szegletében született. Szülei politikai okokból 1996-ban elhagyták az országot és Hollandiában telepedtek le, megszerezték az ország állampolgárságát is.
A szociáldemokrata Holland Munkáspárt tagja és a Hága közelében fekvő Leidschendam-Voorburg kisváros közgyűlésének egyik képviselője.
A 2001-es amerikai terrortámadások miatt kitért az iszlámból. Jami akkor vált országszerte ismert politikussá, amikor Mina Ahadi mintája nyomán létrehozta a Volt Muzulmánok Központi Tanácsát. A szervezet létrehozásával Jami célja az iszlámból kitért hollandiai bevándorlók támogatása volt. Tette miatt szélsőséges muszlimok többször megfenyegették, majd 2007. augusztus 4-én a nyílt utcán három férfi összeverte. Bántalmazása óta Ehsam Jami megerősített rendőri védelem alatt áll. Az eset után Jami nem hagyott fel az iszlám bírálatával. Kijelentette, hogy a muzulmánok viselkedése ellehetetleníti a demokráciát, mivel hitük bírálatára erőszakkal válaszolnak.
Nagy figyelmet kapott, amikor Geert Wilders élesen iszlámellenes filmjét, a Fitna-t túlságosan gyengének ítélte és kijelentette, hogy egy azt felülmúló filmet kíván leforgatni. Jami önmagát ateistának vallja.